# كفر أباظة
قرية كفر أباظة هي إحدى القرى التابعة لمركز الزقازيق في محافظة الشرقية في جمهورية مصر العربية. حسب إحصاءات سنة 2006، بلغ إجمالي السكان في كفر أباظة 10837 نسمة، منهم 5760 رجل و5077 امرأة.